# سنجق بيروت
سنجق بيروت سنجق عثماني كان يقع في ولاية بيروت. تمتد حدوده بين سنجق دمشق وسنجق حوران ضمن ولاية سوريا شرقاً والبحر المتوسط غرباً، وسنجق طرابلس الشام شمالاً وسنجق عكا جنوباً. في عام 1914، كان السنجق يضم مدن جبيل وبيروت وصيدا وصور.

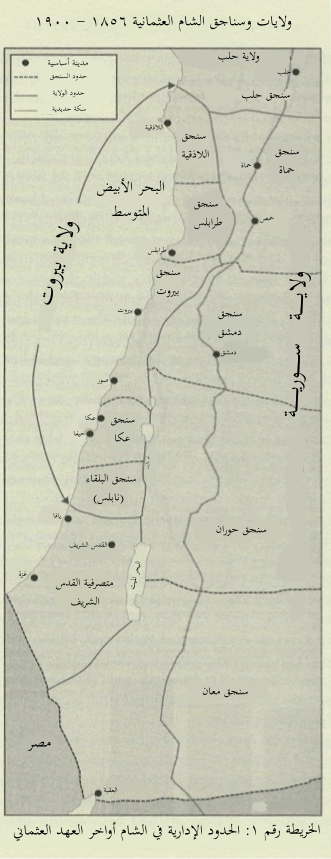
التقسيم الإداري في أواخر الحكم العثماني وضع سنجق عكا ضمن ولاية بيروت

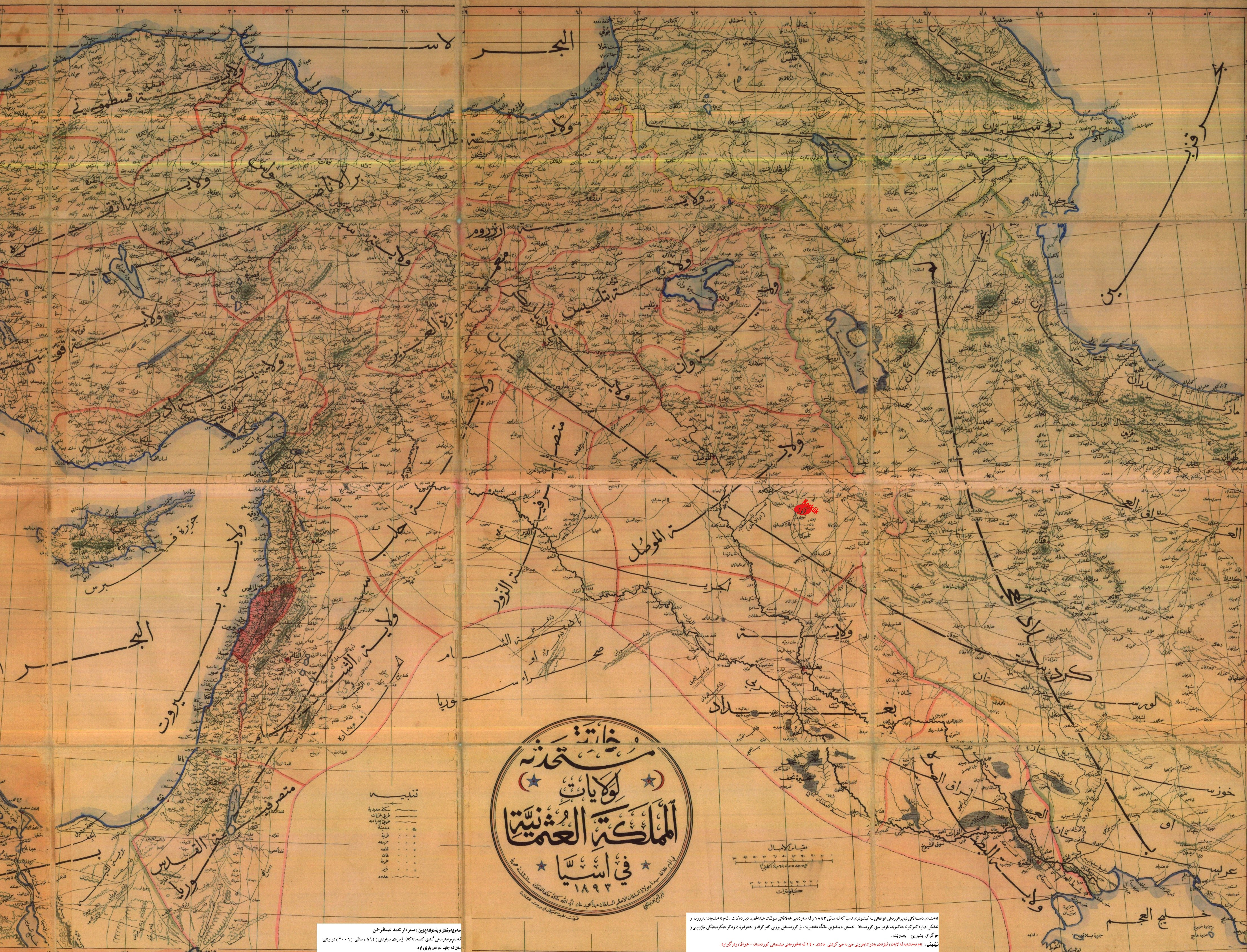
سنجق عكا في خارطة سورية العثمانية